# Wayne Allwine
Wayne Allwine (Glendale, 7 de febrer de 1947 – Los Angeles, 18 de maig de 2009) va ser un actor de veu estatunidenc, famós per ser la tercera veu de les tres que va tenir el ratolí Mickey. A més del seu treball de veu, Allwine també havia estat editor d'efectes de so en pel·lícules i programes de televisió. En paral·lel a la seva activitat com actor va tocar la guitarra rítmica i la bateria en grups de Dixieland. El 1991, es va casar amb Russi Taylor, que va ser una de les veus de Minnie Mouse.